# Stade municipal de Berkane
Le stade municipal de Berkane (en arabe : الملعب البلدي بركان) est un stade de football situé dans la ville de Berkane au Maroc. C'est l'enceinte de la Renaissance de Berkane.

## Histoire
Le stade municipal de Berkane a été inauguré en 2014. En 2017, une pelouse naturelle a remplacé le gazon synthétique qui date de l'ouverture du stade. Le 19 mai 2019, il a accueilli la finale aller de la Coupe de la Confédération entre la Renaissance de Berkane et le Zamalek SC.
Il se trouve dans la ville de Berkane. Il accueille aujourd'hui des matchs nationaux et internationaux (Botola Pro, Caf confederation cup).